# Amplitud de Distribución Eritrocitaria
La amplitud de la distribución eritrocitaria (ADE), Ancho de distribución eritrocitaria (ADE) también llamada ancho de distribución de eritrocitos (A.D.E.), intervalo de distribución de eritrocitos (I.D.E.) o RDW, por su nombre en inglés (Red blood cell Distribution Width), es un parámetro que aparece en los hemogramas, y sirve como medida de la anisocitosis.
La amplitud de la distribución eritrocitaria (ADE, IDE o RDW) es una medida de la variación en el volumen de los glóbulos rojos y aparece, junto a otros índices eritrocitarios, en un hemograma estándar. Por lo general, los glóbulos rojos de la sangre son de un tamaño estándar de aproximadamente 6-8 micrómetros de diámetro y poseen un volumen corpuscular medio (VCM) de 83 a 97 femtolitros.
Se prefieren los términos "amplitud" o "intervalo" a los términos "ancho" o "anchura" porque en este segundo caso se considera que se induce a error, ya que este parámetro es de hecho una medida de la desviación del volumen de los glóbulos rojos, y no directamente el diámetro. El término "ancho" se refiere a la anchura de la curva de volumen (amplitud de la distribución), no al ancho de las células. Por lo tanto, es un término razonablemente preciso.

## Cálculo y valores de referencia
La Amplitud de la Distribución Eritrocitaria se calcula como el cociente entre el coeficiente de variación de la distribución de los volúmenes de los eritrocitos dividido por el volumen corpuscular medio (VCM), expresado en tanto por ciento.
Matemáticamente la ADE se calcula con la fórmula siguiente:
ADE = (desviación estándar del VCM ÷ media del VCM) x 100.
El intervalo de referencia normal para la ADE de los glóbulos rojos humanos va del 10,6 al 14,7%.

## Utilidad en el diagnóstico
Ciertos trastornos causan una variación significativa en el tamaño celular y por tanto elevan el valor de la ADE. Los valores más altos de este parámetro indican mayor variación de tamaño. 
Si se observa anemia, con frecuencia se utilizan los valores de ADE junto con los resultados de volumen corpuscular medio (VCM) para determinar las posibles causas de la anemia. Permite diferenciar una anemia de causas mixtas de una anemia de una única causa. Las deficiencias de vitamina B12 o folato produce anemia macrocítica (anemia de células grandes) en la que el ADE está elevado en aproximadamente dos tercios de los casos, sin embargo, la variada distribución del tamaño de las células rojas de la sangre es una característica de la anemia por deficiencia de hierro y por tanto aparece un ADE elevado en casi todos los casos. En la deficiencia de hierro y vitamina B12, normalmente habrá una mezcla de glóbulos grandes y pequeños, haciendo que el índice ADE esté elevado. Un RDW elevada (células rojas de la sangre de tamaños desiguales) es conocido como anisocitosis.
Una elevación en la Amplitud de la Distribución Eritrocitaria no es característica de todas las anemias. La anemia asociada con enfermedad crónica, la esferocitosis hereditaria, la anemia aguda por pérdida de sangre, la anemia aplásica (anemia como resultado de la incapacidad de la médula ósea para producir glóbulos rojos de la sangre) y ciertas hemoglobinopatías hereditarias (incluyendo algunos casos de talasemia menor), todas pueden presentar valores de ADE normales.
Valores elevados de ADE sin que exista anisocitosis pueden ser provocados por la presencia de un número elevado de glóbulos blancos, glóbulos rojos aglutinados, fragmentos de glóbulos rojos, plaquetas gigantes o grumos de plaquetas.

## Implicaciones patológicas

### ADE normal
Cuando la anemia aparece en presencia de valores normales de ADE, hay sospecha elevada de que una talasemia sea la causa de la anemia y se debe hacer el Índice de Mentzer a partir de los datos del propio hemograma para confirmar o descartar.

### ADE elevado
- La anemia por deficiencia de hierro se presenta por lo general con ADE elevado y VCM bajo.
- La anemia por deficiencia de folato y vitamina B12 se presenta con ADE elevado y VCM elevado.
- La anemia por deficiencia mixta (hierro + B12 o folato) se presenta por lo general con ADE alta, con valores de VCM altos, bajos o incluso normales.
- Hemorragia reciente: la presentación típica es un ADE elevado con valores normales de VCM.